# Hospital Alemão Oswaldo Cruz
O Hospital Alemão Oswaldo Cruz foi fundado em 26 de setembro de 1897 por um grupo de imigrantes de língua alemã, liderado pelo empresário e cônsul honorário da Alemanha na época, Anton Zerrener.
O objetivo era constituir uma instituição de saúde que atendesse integrantes da colônia e a população em geral, como forma de retribuição pelo acolhimento que receberam quando desembarcaram no Brasil.
O terreno próximo à Avenida Paulista, ainda com características rurais, foi adquirido em 1905, após campanhas de arrecadação de fundos. Esses recursos viabilizaram, 17 anos depois, a efetiva construção do projeto arquitetônico de Curt Hildebrand, que até hoje caracteriza o complexo do Hospital no bairro do Paraíso, em São Paulo.
Desde o início, a trajetória do Hospital foi pautada pela superação de inúmeros desafios e pela vocação de cuidar das pessoas - atributos que até hoje estão presentes em sua essência.

## História
- Em 26 de setembro de 1897 é fundada a Associação Hospital Alemão. Em 1905 é adquirido um terreno de 23.550m².[6]
- As obras ficam suspensas de 1914 a 1922 em função da I Guerra Mundial. Finalmente, em 1923, é concluída a construção do Hospital, com 50 leitos.[6]
- Ainda em 1923, o número de leitos é duplicado nos primeiros dias graças à grande procura. Inicia-se a construção do Pavilhão do Jardim (a outra parte do Bloco A).
- 1929: contrato firmado entre o Hospital e a Cruz Vermelha Alemã garante o envio de enfermeiras, assegurando a elevada qualidade dos serviços de enfermagem.
- 1939 | 1944: sob a “Lei de Nacionalização” do Governo Vargas, o Hospital passa a ser chamado de Associação Hospital Rudolf Virchow e , logo em seguida, de Hospital Oswaldo Cruz.
- De 1949 em diante, o Hospital retoma suas atividades, atendendo um número crescente de pacientes e volta a existir uma grande procura por vagas para internações.
- A partir de 1960, surgem empresas de convênio, responsáveis por uma participação cada vez maior nas internações, alterando o cenário até então habitual do atendimento do Hospital.
- A década de 80 é marcada pelos investimentos vultuosos em modernização, instalação de sistemas de controle eletrônico e a conclusão do avançado Centro Cirúrgico.
- O nome do Hospital é alterado oficialmente para Hospital Alemão Oswaldo Cruz (1991). Em 1996, é realizada a construção subterrânea do Centro de Diagnóstico por Imagem (CDI).
- Em 1997, é comemorado o centenário do Hospital. O novo hall de entrada e a garagem subterrânea de três andares, em frente ao Bloco A, são concluídas.
- Em 2002, é inaugurado o Bloco B, com 14 andares e heliponto. Quatro anos depois, é a vez do Bloco D, edifício  com Restaurante e Área de Lazer e Convivência para colaboradores que foi extinguido em 2024 aos colaboradores em geral para instaurar um espaço para os profissionais de educação corporativa.
- 2009 marca a conquista da acreditação da Joint Commission International (JCI). O moderno Bloco E, com 25 pavimentos, é inaugurado em 2012.
- Em 2013, é inaugurado o Bloco E em seu complexo hospitalar, abrigando novas unidades de internação, além da extensão de áreas importantes, como Centro Cirúrgico e UTI.

## Números
- Mais de 96.000 m² de área construída
- 278 leitos de internação, 29 leitos de atendimento semiintensivo e 44 leitos de UTI
- 18 leitos Day Clinic Clínico e 3 salas de pequenas cirurgias (Day Clinic Cirúrgico)
- 19 salas cirúrgicas
- 2.200 colaboradores
- 5.231 médicos credenciados
- Total de internações: 16.764
- Média de permanência: 4,69 dias
- Procedimentos cirúrgicos: 21.145
- Consultas no Pronto Atendimento: 56.857
- Exames realizados no Centro de Diagnóstico por Imagem: 142.832

*Dados do final do exercício de 2012

## Unidades
- Complexo Hospitalar — Bela Vista, São Paulo
- Unidade Campo Belo — Campo Belo, São Paulo
- Instituto da Mulher — Bela Vista, São Paulo
- Unidade Ambulatorial de Sustentabilidade Social — Mooca, São Paulo

## Centros de Especialidades
- Centro de AVC
- Centro de Check-up
- Centro de Cirurgia Robótica
- Centro de Diabetes
- Centro de Endoscopia
- Centro de Excelência em Cirurgia Bariátrica e Metabólica
- Centro de Nefrologia e Diálise
- Centro de Nutrição
- Centro de Oncologia
- Centro de Otoneurologia
- Centro de Procedimentos Minimamente Invasivos de Coluna
- Centro de Tratamento do Tabagismo
- Instituto de Geriatria e Gerontologia
- Instituto da Mulher
- CIAMA - Cuidado Integrado com a Saúde da Mama
- Centro de Ginecologia
- Instituto da Próstata e Doenças Urinárias
- Instituto de Medicina Cardiovascular
- Centro de Arritmologia
- Centro Clínico de Cardiologia Geral
- Centro Diagnóstico de Cardiologia Não Invasiva
- Centro de Hipertensão Arterial
- Centro de Intervenção Cardiovascular
- Centro de Marca-Passo